# Léon Taverdet
Léon Aimé Taverdet FMC (* 17. Juli 1923 in Avanne, Département Doubs, Frankreich; † 8. August 2013 in Brienon-sur-Armançon) war Bischof von Langres. 

## Leben
Léon Aimé Taverdet trat der Ordensgemeinschaft der Frères Missionnaires des Campagnes bei und empfing am 25. September 1955 die Priesterweihe. Er trat in das Priorat St. Dominic Pibrac (Haute-Garonne) ein und war als Seelsorger in St. Germaine tätig. 1961 wurde er Generalprior des Ordens Frères Missionnaires des Campagnes. 1973 übernahm er das Priorat von Saint-Jacques du Neubourg (Eure). 1975 wurde er Generalsekretär der bischöflichen Kommission für ländliche Welt der französischen Bischofskonferenz. 
Papst Johannes Paul II. ernannte ihn am 14. Oktober 1981 zum Bischof von Langres. Der Bischof von Saint-Dié, Jean-Félix-Albert-Marie Vilnet, spendete ihm am 29. November 1981 in der Kathedrale von Langres die Bischofsweihe; Mitkonsekratoren waren Jacques-Eugène-Louis Ménager, Erzbischof von Reims, und Georges-Stanislas-Jean Béjot, emeritierter Weihbischof von Reims. 
Am 16. Dezember 1999 nahm Johannes Paul II. sein aus Altersgründen vorgebrachtes Rücktrittsgesuch an. Er zog sich zurück in das Priorat von Saint-Germain in Chichery-la-ville (Yonne), ab 2008 in das Priorat von Saint-Robert de Molesme in Brienon-sur-Armançon.